# ای‌اوای بلک
ای‌اوای بلک (انگلیسی: AOA Black) یک زیرگروه از گروه دخترانهٔ کی-پاپ ای‌اوای بود که در سال ۲۰۱۳ توسط اف‌ان‌سی شکل گرفت. یوکیونگ در سال ۲۰۱۶ اف‌ان‌سی را ترک کرد اما به عنوان عضو مهمان برای فعالیت‌های آینده حضور داشت. چوا در ۳۰ ژوئن ۲۰۱۷ گروه و زیرگروه را ترک کرد و مینا در مه ۲۰۱۹ و جیمین در ژوئیه ۲۰۲۰ و یونا در ژانویه ۲۰۲۱ گروه را ترک کردند. به دلیل خروج همهٔ اعضای گروه از اف‌ان‌سی، این زیرگروه پس ترک کمپانی توسط یونا، در سکوت منحل شد. فعالیت برجستهٔ ای‌اوای بلک انتشار آلبوم تک‌آهنگ مویا بود.

## ترانه‌شناسی
| عنوان                                                                         | سال  | بهترین موقعیت جدول | بهترین موقعیت جدول | آلبوم |
| عنوان                                                                         | سال  | کره جنوبی گائون    | کره جنوبی هات ۱۰۰  | آلبوم |
| ----------------------------------------------------------------------------- | ---- | ------------------ | ------------------ | ----- |
| «مویا»                                                                        | ۲۰۱۳ | ۳۳                 | ۲۱                 | مویا  |
| نشانهٔ «—» مواردی را نشان می‌دهد که در آن کشور منتشر نشده یا به جدول نرسیده‌اند. |      |                    |                    |       |